# 1590 en musique classique
| \| • Retour à la chronologie générale de la musique classique • \| |
| Grèce • Rome • Haut Moyen Âge • VIIIe siècle • IXe siècle • Xe siècle • XIe siècle XIIe siècle • XIIIe siècle • XIVe siècle • XVe siècle • XVIe siècle • XVIIe siècle XVIIIe siècle • XIXe siècle • XXe siècle • XXIe siècle |
| • Retour à la chronologie générale de la musique classique • |

| Années en musique classique : 1587 - 1588 - 1589 - 1590 - 1591 - 1592 - 1593    |
| Décennies en musique classique : 1560 - 1570 - 1580 - 1590 - 1600 - 1610 - 1620 |

## Événements
- Monteverdi devient joueur de viole du duc de Mantoue.
- Le Second livre de madrigaux de Claudio Monteverdi est publié à Venise.

## Naissances

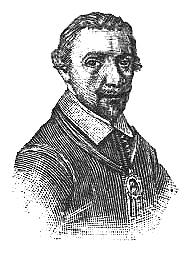
Johann Schop

- 3 juillet : Lucrezia Orsina Vizzana, chanteuse, organiste et compositrice italienne († 7 mai 1662 (à 71 ans))
- Giovanni Pietro Berti, chanteur, organiste et compositeur italien († 1638).
- Jacob van Eyck, carillonneur, organiste, flûtiste et compositeur néerlandais († 26 mars 1657).
- Cornelis Helmbreecker, organiste et compositeur néerlandais († 29 mai 1654).
- Caterina Martinelli, cantatrice italienne († 7 mars 1608).

Vers 1590 :
- Artus Aux-Cousteaux, compositeur et maître de chapelle français († vers 1656).
- Dario Castello, violoniste et compositeur italien († après 1630).
- Adam Jarzębski, compositeur, violoniste, poète et écrivain polonais († 1648).
- Juan Gutiérrez de Padilla, compositeur espagnol († 22 avril 1664).
- Johann Schop, compositeur et violoniste allemand († 1667).
- Filippo Vitali, compositeur et chanteur italien († 1653).

## Décès

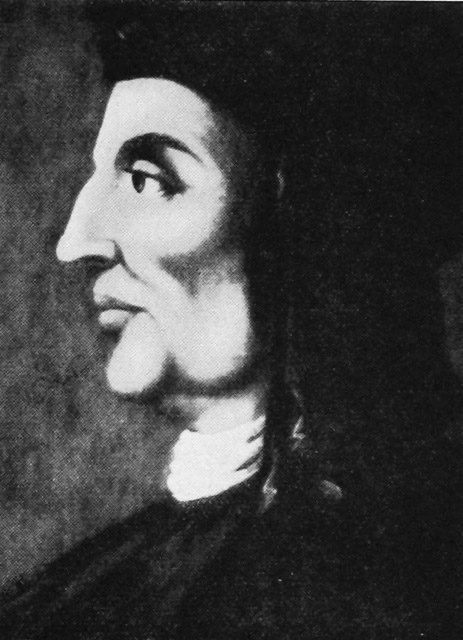
Gioseffo Zarlino

- 4 février : Gioseffo Zarlino, théoricien et compositeur italien (° 31 janvier ou 22 mars 1517).
- 19 septembre : Alamanno Layolle, organiste et compositeur franco-italien (° vers 1521-1525).
- 20 septembre : Lodovico Agostini, chanteur, compositeur, prêtre et érudit italien (° 1534).
- 21 septembre : Ascanio Trombetti, compositeur italien (° 1544).

Date indéterminée :
- John Blitheman, organiste et compositeur anglais (° vers 1525).